# Aile VI
L’Aile VI est un voilier de course de type 8 m JI, construit en 1927 sur le chantier de La Hève au Havre, sur les plans de l'architecte naval Pierre Arbaut.
Son immatriculation est E 246817.
L’Aile VI fait l’objet d’un classement au titre objet des monuments historiques depuis le 5 juillet 1991.
L’Aile VI a le label BIP (Bateau d'intérêt patrimonial) sur le site de la Fondation du patrimoine maritime et fluvial.

## Histoire
Ce yacht à voile a été construit pour Virginie Hériot, célèbre navigatrice et championne olympique. Il fut son 6e et avant-dernier voilier de ce type et fut mis à l'eau le 21 avril 1928 pour procéder aux ultimes réglages avant les Jeux olympiques d'Amsterdam. Il dut subir, par deux fois, des modifications sur les chantiers Nicholson pour le lestage et les aménagements obligatoires exigés pour cette classe de bateau.
C'est un bateau de course de type 8 mètres de jauge internationale (8 m JI) sur lequel elle remporta les Jeux olympiques (9 août 1928) et la Coupe de France. 
En 1931, elle donne Aile VI à la Ligue maritime et coloniale (L.M.C.) du Havre qui le revend dès 1934. Le bateau est transporté vers la mer Méditerranée où il changera plusieurs fois de propriétaire, prendra aussi le nom de Virginie et subira de multiples modifications avant d'être acquis par la Société quirataire du voilier Aile VI (SVL6).
L’Aile VI a été restauré par l'architecte naval Guy Ribadeau Dumas. Un nouveau plan de voilure, en gréement type marconi (grand-voile triangulaire), lui a été établi : grand-voile - génois lourd et léger - grand et petit foc - trinquette - spinnaker et gennaker.
L’Aile VI est désormais basé à l'île de Noirmoutier. Il est membre du Cercle de la voile du bois de la Chaize (CVBC) et porte le numéro de voile F 1.